# Carl Peter Lenngren
Carl Peter Lenngren, född den 28 maj 1750 i Nyköping, död den 16 november 1827 i Stockholm, var en svensk ämbets- och tidningsman. Han var gift med poeten Anna Maria Lenngren.
Lenngren anställdes i Kommerskollegium 1770 och blev kommerseråd 1799. Mellan 1778 och 1813 var han redaktör för Stockholms-Posten. Han invaldes 
1805 som ledamot nummer 323 av Kungliga Vetenskapsakademien.